# The Life of Jimmy Dolan
The Life of Jimmy Nolan (br Viver na Morte) é um filme norte-americano de 1933, do gênero drama, dirigido por Archie Mayo e estrelado por Douglas Fairbanks Jr. e Loretta Young.

## A produção
O grande trunfo de The Life of Jimmy Dolan é seu elenco, notadamente Douglas Fairbanks Jr. como um pugilista em fuga e Guy Kibbee, o policial que o persegue. Loretta Young, por sua vez, mostra-se melhor atriz aqui do que mais tarde em sua carreira.
John Wayne tem uma pequena participação, como um boxeador. Muitos outros não atores tiveram a sorte de ser creditados, como era comum na época, entre eles Mickey Rooney e Anne Shirley, como crianças.
O filme ganhou um remake em 1939, com o título de They Made Me a Criminal. Dirigido por Busby Berkeley e com John Garfield, Claude Rains e Ann Sheridan no elenco, essa versão tornou-se mais conhecida que aquela que lhe deu origem.

## Sinopse
Campeão de sua categoria, o pugilista Jimmy Dolan mata, acidentalmente, um jornalista durante uma festa. Em fuga, ele se refugia em um sanatório para crianças com poliomielite, dirigida pela matrona Senhora Moore e pela jovem Peggy. Aos poucos, o cínico Jimmy vai mudando sua maneira de encarar a vida, mas ele decide lutar mais uma vez para salvar a casa de saúde, presa a uma hipoteca. Neste momento, quem aparece é o policial Phlaxer, que caiu em desgraça e precisa descobrir o assassino do repórter para erguer-se novamente.

## Elenco
| Ator/Atriz            | Personagem    |
| --------------------- | ------------- |
| Douglas Fairbanks Jr. | Jimmy Dolan   |
| Loretta Young         | Peggy         |
| Aline MacMahon        | Senhora Moore |
| Guy Kibbee            | Phlaxer       |
| Lyle Talbot           | Doc Woods     |
| Fifi Dorsay           | Budgie        |
| Harold Huber          | Reggie Newman |
| Shirley Grey          | Goldie West   |
| George Meeker         | Charles Magee |
| John Wayne            | Smith         |
| Arthur Hohl           | Herman Malvin |